# Ужас Франкенштейна
«Ужас Франкенштейна» (англ. The Horror Of Frankenstein) — британский фильм ужасов 1970 года режиссёра Джимми Сэнгстера. Единственный фильм Франкенштейновской саги студии Hammer, где в роли Франкенштейна не задействован Питер Кушинг.

## Сюжет
Виктор Франкенштейн (Ральф Бейтс), изучающий медицину, экспериментирует. После того, как он оживляет мёртвую черепаху, он задумывается о большем. Франкенштейн нанимает одного грабителя (Дэннис Прайс), чтобы тот принёс ему мёртвое тело мужчины. Из тысячи трупов он выбирает себе подходящего. Получается так, что ожившее чудовище (Дэвид Прауз) намеревается отомстить своему убийце. После двух жестоких убийств чудовище оканчивает свои дни в кислотной ванне.